# 哈雅·賓特·侯賽因
哈雅·賓特·阿勒侯賽因（羅馬化：Haya bint Al Hussein，1974年5月3日—）是約旦公主，現任約旦駐英國一等秘書，约旦国王侯賽因·賓·塔拉勒和第三任妻子王后所生的長女，出生于安曼。根據家譜，哈雅公主是伊斯蘭教先知穆罕默德的後裔。公主亦是迪拜酋长穆罕默德·本·拉希德·阿勒马克图姆的二房，育有一對子女。两人在2019年离婚。
哈雅公主2007年9月被任命为联合国和平使者。

## 离婚
2019年6月，阿拉伯媒体报道哈雅公主正准备离婚并在德国尋求庇護。她后来搬到在英国伦敦肯辛頓的豪宅居住。英国媒体在同年7月报道哈雅公主和穆罕默德酋長正在英国法庭办理的离婚审理。多个媒体把哈雅公主出逃和她继女娜提法·賓特·穆罕默德·本·拉希德·阿勒馬克圖姆在2018年尝试逃离迪拜失败的事件比较。
2020年3月5日，英国高等法院公开两人的案件信息，其中指出穆罕默德酋长已在2019年2月7日根据伊斯兰律法和哈雅公主离婚。法庭文件也显示哈雅指控穆罕默德酋长多次透过不同方式恐吓她，也威胁带走她的子女。

## 体育
哈雅公主13岁首次代表约旦参加国际马术比赛，成为当时约旦国家队中年龄最小的选手和第一位女选手。1992年，哈雅公主在叙利亚大马士革举办的第7届泛阿拉伯运动会的个人马术比赛中获得铜牌，成为唯一一位在泛阿拉伯马术比赛中获得奖牌的女性。1993年哈雅公主被评为约旦年度最佳运动员。哈雅公主先后在爱尔兰、德国、荷兰接受训练。2000年，哈雅公主获得了代表约旦队参加悉尼奥运会场地障碍赛的资格，并作为约旦国旗手参加了奥运会开幕式。